# انجمن جهانی دانشگاه‌ها
انجمن جهانی دانشگاه‌ها، انجمنی است جهانی از سوی یونسکو برای بنیادهای آموزش عالی. در حدود ۱۵۰ کشور جهان در این انجمن کار می‌کنند یا کارشان را بازتاب می‌دهند. پایگاه آن در پاریس، فرانسه و در ساختمان کانونی یونسکو می‌باشد؛ اما مستقل می‌باشد.